# Confitura
La confitura és una conserva de fruita de textura gelatinosa elaborada coent fruita sense pell trinxada amb aigua i més d'un 60% de sucre.
Encara que la proporció de fruita i sucre varia en funció de la mena de confitura, del punt de maduració de la fruita i d'altres factors, el punt de partida habitual és que sigui en proporció 1 a 1 en pes. Quan la mescla arriba als 104 °C, l'àcid i la pectina de la fruita reaccionen amb el sucre fent que, en refredar-se, la mescla solidifiqui.
Perquè es formi la confitura, és important que la fruita contingui pectina. Algunes fruites que tenen pectina són: les pomes, els cítrics, i moltes baies, exceptuant les maduixes i les móres, per exemple. Per elaborar confitura d'aquestes fruites, la indústria afegeix pectina pura, però el mètode casolà consistia a afegir una altra fruita amb molta pectina (pomes o suc de llimona, per exemple).
És considerat un aliment d'humitat intermèdia donat que el seu processament consisteix en extreure l'aigua pròpia de les fruites mitjançant osmosi amb el sucre; creant així un aliment amb menys contingut d'aigua i per tant, més segur de patògens. A aquest procés se'l anomena dessecació osmòtica.

## Història

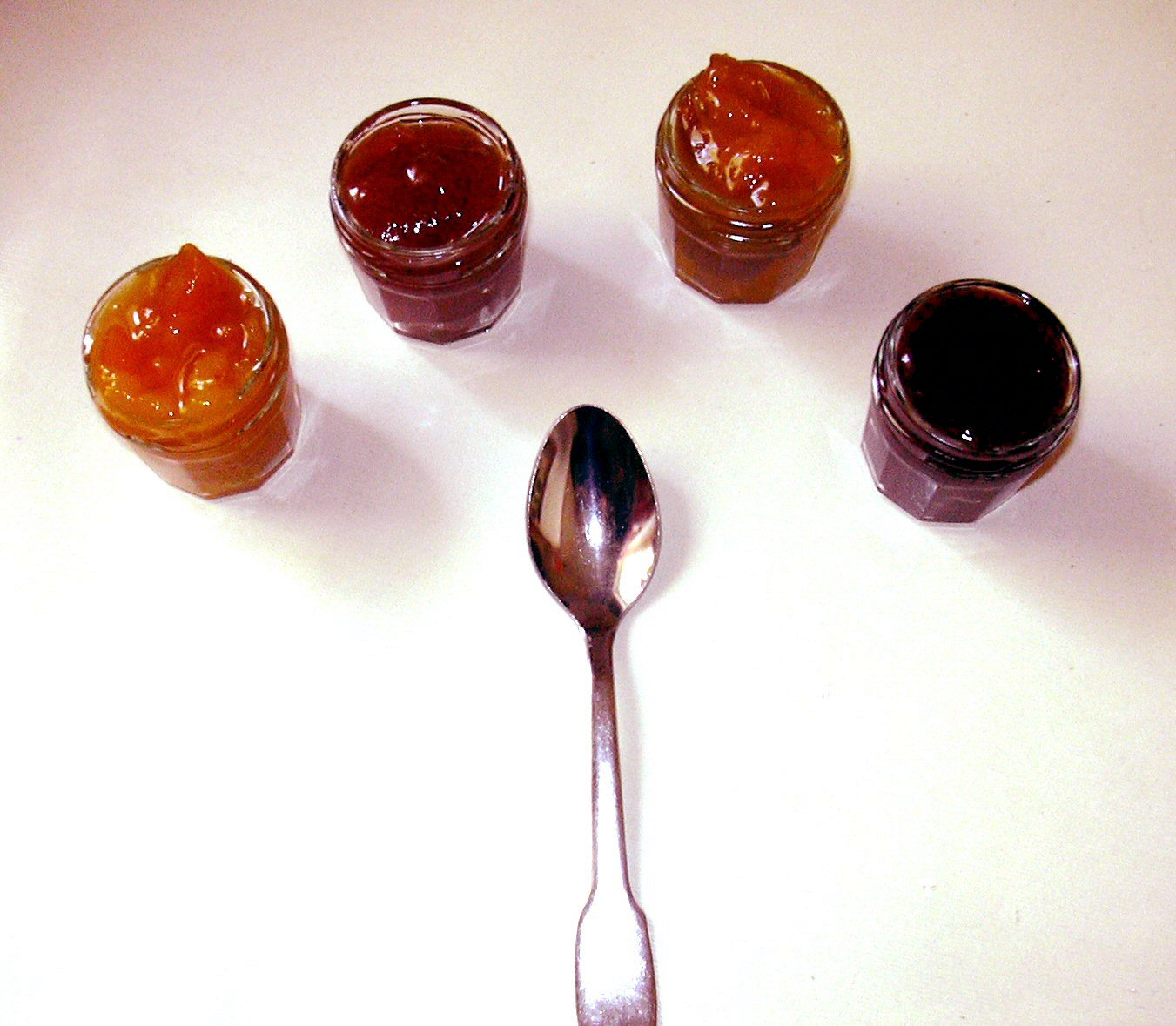
Unes melmelades variades

- En època romana Plini el Vell (73dC) esmentava diverses maneres de conservar la fruita : fruites cuites en mel, xarop o most de raïms.[3]
- En època semblant Columel·la escrigué sobre fruites confitades amb mel.[4]
- Al segle iv. L'obra « De Re Rustica » de Pal·ladi, parla de receptes amb fruites cuites.
  - Aquest llibre d'agricultura fou traduït al català per Ferrer Saiol, que també fou autor d'una traducció castellana.
- A final del segle X els àrabs introduïren el conreu del sucre a Europa. Principalment a Sicília i València.[5]
- A l'edat mitjana el consum de confits de moltes menes fou general a moltes parts d'Europa. Aparegueren alguns tractats de confiteria.
  - Les confitures pròpiament dites s'anomenaven « lletovaris » (del llatí « eleucterium »). Alguns lletovaris s'empraven com a medicaments. Altres s'incorporaren a la dieta de persones riques o benestants.
  - Originalment el sucre era importat. Principalment d'Alexandria. I també de Candia. Posteriorment fou conreat a Sicília i València. També a Andalusia, les illes Açores i Canàries.
  - Després del descobriment d'Amèrica, el conreu del sucre va passar al Nou Continent : A les Antilles, Brasil i altres parts. Noves fruites tropicals permeteren ampliar la gamma de confitures.
- En el s.XIX, la fabricació de sucre a partir de la remolatxa sucrera, va abaratir el cost de venda i permeté el consum popular sense les restriccions econòmiques anteriors.
  - La fabricació de confitures a partir d'excedents de fruita o per a disposar d'un complement alimentari fora de la temporada de producció, origina tota mena de receptes casolanes i locals.

## Classificació

### Classificació tradicional
Segons un llibre de 1822 les confitures es poden classificar, ordenades pel grau de consistència, en les varietats següents:
- Confitures líquides: Les confitures líquides són aquelles en que les fruites es couen senceres o a trossos grossos i es conserven en un almívar prou fort (per a evitar fermentacions) i prou líquid per a mantenir la transparència.
- Melmelades: Les melmelades es fan amb les polpes triturades, i barrejades i cuites amb el xarop o almívar, amb la consistència de la mel espessa. Les melmelades més habituals són les de prunes, guindes, albercocs i codonys.
- Gelees: Les fruites de l'estil de les ribes vermelles o groselles són les més adients per a fer-ne gelees.
- Pastes: Les pastes es fan amb fruites molt trinxades i segueixen un procés que les deixa relativament seques i sense viscositat. S'acostuma a formar-les en motlles, comercialitzant productes d'aspecte sòlid. La pasta més famosa és el codonyat.
- Confitures seques: També conegudes com a fruites confitades. La fruita confitada és aquella fruita que se submergeix i cuina posteriorment en almívar de manera que perdi la seva humitat interior i s'aconsegueixi així conservar-la. Les fruites confitades se solen emprar en l'elaboració de certs pastissos; preses de forma simple són una menja típica de Nadal.

El procés continu de submergir la fruita en almívar provoca que aquesta se saturi de sucre, evitant així el creixement de microbis que la podreixen, de manera que es poden mantenir diversos anys en bon estat sense necessitat de mesures de preservació addicionals. Depenent de la mida i el tipus de fruita, el procés de confitat pot suposar diversos dies. Es poden confitar peces senceres, trossos de fruita o tires de pell.

### Classificació segons elCodex Alimentarius
La norma del codi alimentari “NORMA DEL CODEX PARA LAS CONFITURAS, JALEAS Y MERMELADAS (CODEX STAN 296-2009)” estipula una sèrie de requisits i dona unes definicions precises de les varietats de confitura. Les varietats definides són les següents:
- Confitura
- Gelea
- Melmelada de cítrics agres
- Melmelada sense cítrics
- Melmelada del tipus gelea

## Algunes confitures

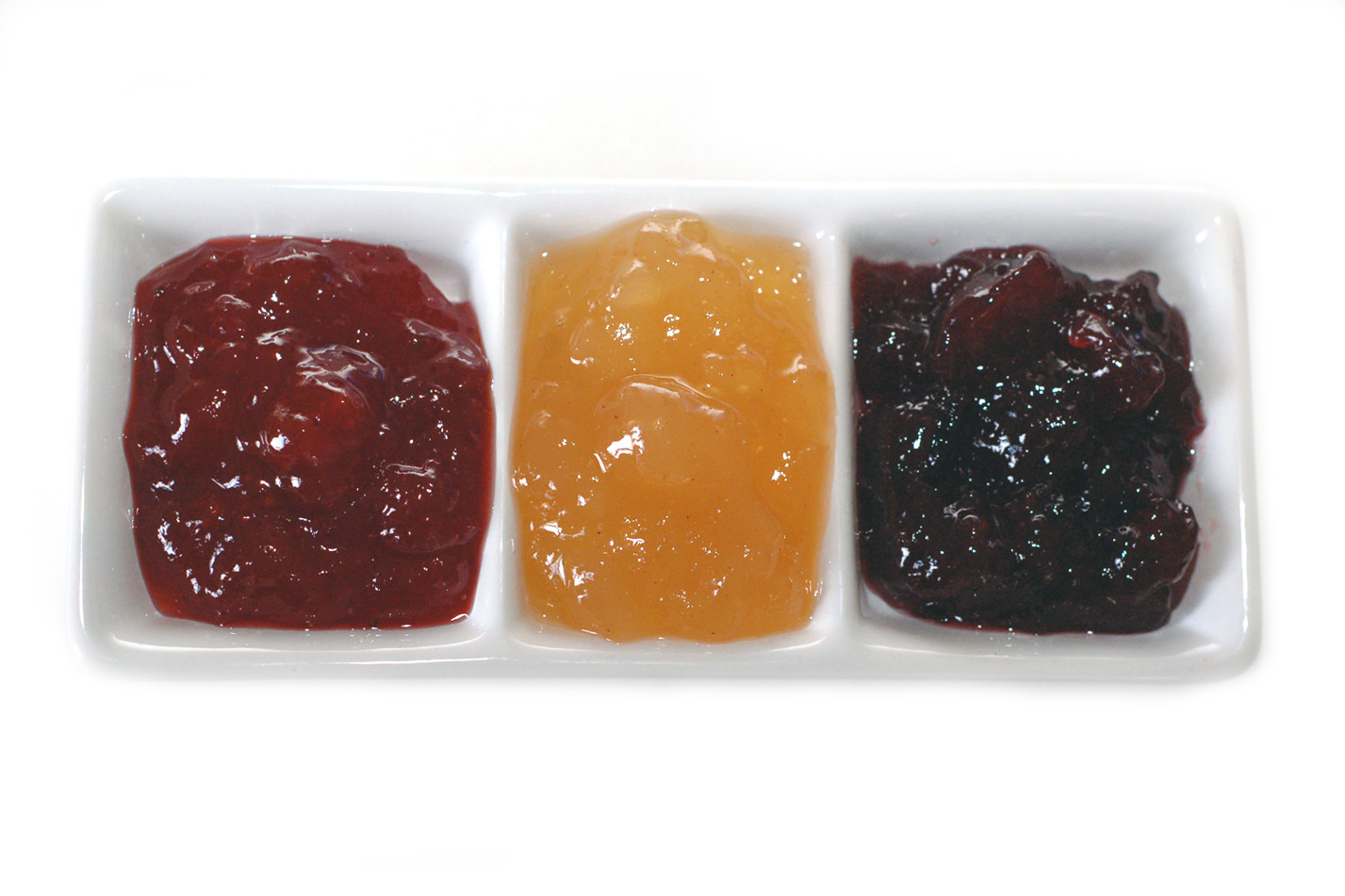
D'esquerra a dreta: Confitures de maduixa, codony i pruna.

De confitures n'hi ha de moltes menes: de fruites populars, de fruites exòtiques, de flors, de fulles verdes,... Una llista de confitures a continuació:
- Figat, confitura de figues.[9]
- Confitura de moniato.[10]
  - És coneguda l'expressió: "Quedar-se de pasta de moniato".[11]
- Confitura de tomata.[12]
  - De tomàquet verd.[13]
- Macun, confitura de Xipre.
- Confitura de pastanagues.[14]
- Confitura de gingebre.[15]

## Confitures a alta pressió
Un dels mètodes innovadors per a fer confitures i melmelades és emprar pressions molt altes a temperatura ambient. Les pressions són de l'ordre de 400 MPa. El principal avantatge és que es conserven millor el sabor i l'aroma de les fruites fresques. I no es degrada la vitamina C.

## Documents
- Joan el Caçador fou un rei llaminer. Demanava: “...confitures de citronat i carabaçat, de pomes, de codonys, de melonat, préssecs confits, gingebre vert, pinyonada, festucs, confits de matafalua nets, bons e ben fets. Totes les confitures si podien ésser importades d'Alexandria millor...”.[17]
- 1418. “La una capsa era de codonyat”.[18]
- 1460. En l'obra l'Espill de Jaume Roig hi ha diverses referències a dolços i confits: citronat, gingebrons, canyelons,...[19]
- 1470. A les noces de Luis de la Cerda y de la Vega i Anna de Navarra i Aragó a Saragossa, els confiters valencians Johan i Francesch Gilabert subministraren "confitura de llimona", codonyat i confits petits.[20]
- 1491. En el Llibre del Coch hi ha algunes confitures: Miraust de pomes, codonys bullits,...[21]
- 1531. Confitures de València exportades a França.[22]
- 1560. Timoneda va publicar una comèdia, en prosa, titulada "Paso de los ladrones". Un plat de confitura forma part de l'argument.[23]
- 1771. En una prosa senzilla i elegant Voltaire explica per carta a la marquesa de Deffand les dificultats per a enviar-li, amb seguretat de que el rebi, un pot de confitura de préssec de Ginebra. Els confiters de Paris exigien una política proteccionista que anava en contra dels productes estrangers.[24]

## Perills de les confitures casolanes i precaucions
- No usar recipients de coure per a deixar refredar les confitures en fase de preparació. Els àcids presents es poden combinar amb el coure formant sulfat de coure que és tòxic.[25]

## Consells i curiositats
- Confitures en fred.[26]
- Confitura de raïm sense sucre.[27]

## Les confitures en la literatura i l'art
- L'Arxipreste d'Hita en el Libro de buen amor parla de confitures poc conegudes i de ciutats famoses pel sucre i els dolsos: "...Mompeller, Alexandria, la nombrada Valencia non tienen de letuarios tantos, nin tanta especia...”.[28]
- Juan Valera a la seva novel·la Juanita la Larga (1895): “En otoño, por ser cuando se dan los mejores frutos, se castran las colmenas y está fresca la miel, se empleaba Juana en hacer carne de membrillo y de manzana, gran variedad de turrones y ligerísimo y esponjado piñonate, ...”.
- Rondalla de la confitura de tomata.[29]
- A Les aventures extraordinàries d'en Massagran, de Josep Maria Folch i Torres, en Massagran escriu una carta als pares: «...Així, doncs, aviat us tornaré a veure, i no us podeu afigurar l'alegria que sento pensant amb la confitura que la Toneta sab fer tan rebona...”.[30]
- Lady Marmalade, cançó.
- Marmalade Boy, manga.